# Граф Ґрей
Граф Ґрей — титул перства Сполученого Королівства. Він був створений у 1806 році для генерала Чарлза Ґрея, 1-го барона Ґрея. У 1801 році йому було присвоєно титул барона Ґрея з Говіка в графстві Нортамберленд, а в 1806 році він отримав титул віконта Говіка в графстві Нортамберленд, у той же час, коли йому було надано титул графа. Член видатної родини Ґрей із Нортамберленда, Ерл Ґрей був третім сином сера Генрі Ґрея, 1-го баронета Говіка (див. нижче).

## Історія

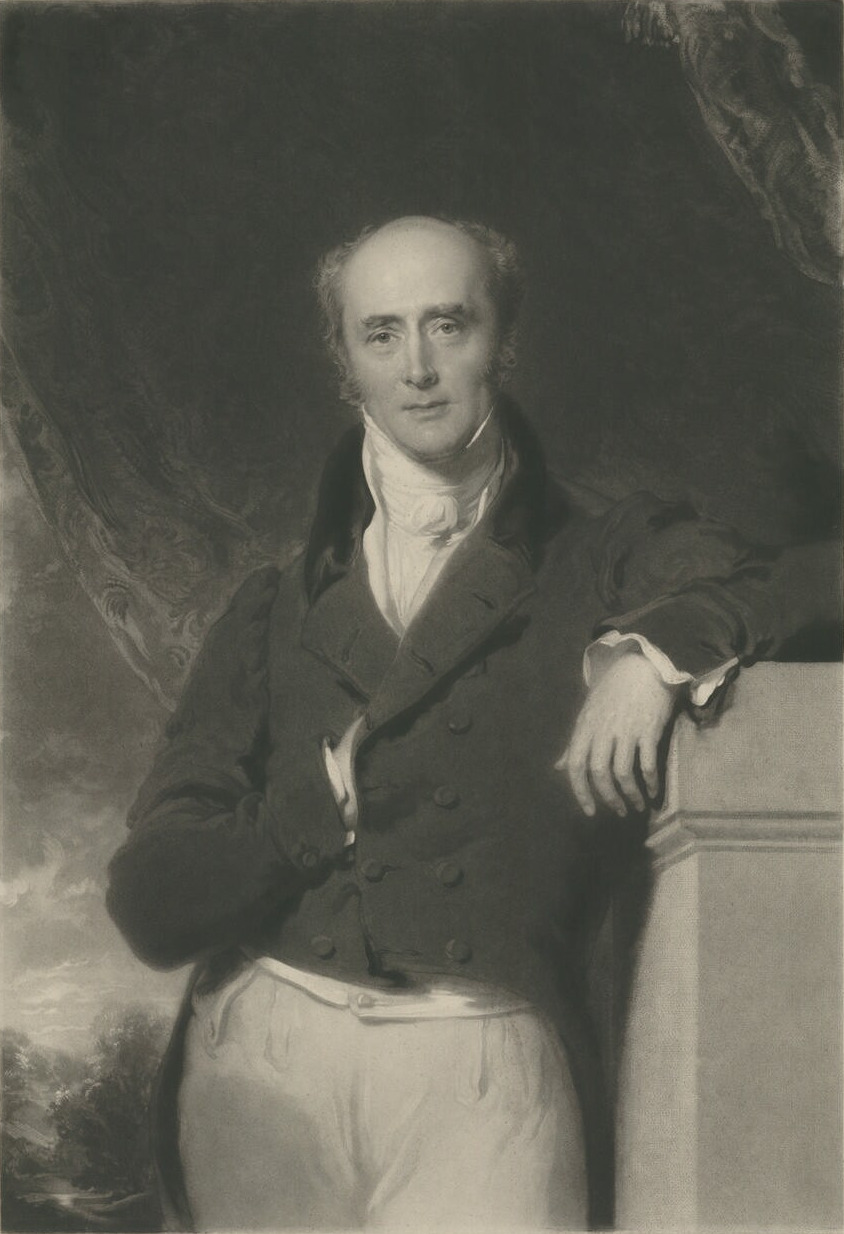
Чарлз Ґрей, 2-й граф Ґрей

Спадкоємцем першого графа Ґрея став його старший син, Чарлз, 2-й граф Ґрей . Він був видатним політиком-вігом і обіймав посаду прем'єр-міністра Сполученого Королівства з 1830 по 1834 рік, під час якого був прийнятий Акт про Велику реформу 1832 року та скасоване рабство в Британській імперії в 1833 році. У 1808 році він також змінив свого дядька на посаді третього баронета Говіка.
Наступником другого графа став його другий (але найстарший із тих, хто вижив) син, Генрі, 3-й граф Ґрей . Він також був політиком вігів і служив під керівництвом лорда Джона Рассела державним секретарем у справах війни та колоній з 1846 по 1852 рік. Після його смерті титули перейшли до його племінника, Альберта, 4-го графа Ґрея. Він був сином генерала високодостойного Чарлза Ґрея, третій син другого графа. Лорд Ґрей був генерал-губернатором Канади між 1904 і 1911 роками. Його син, Чарлз, 5-й граф Ґрей, був майором армії. Він помер без чоловічого потомства, і його спадкоємцем став його троюрідний брат Річард, 6-й граф Ґрей . Він був праправнуком адмірала Джорджа Ґрея, четвертого сина другого графа. 6-й граф помер у вересні 2013 року, його спадкоємцем став його брат Філіп, 7-й граф Ґрей.
Баронетство Ґрей, від Говіка у графстві Нортамберленд було створене у баронетстві Великої Британії в 1746 році для Генрі Ґрея, верховного шерифа Нортамберленда в 1738 році. Член старої родини Нортамберлендів, він був восьмим у колі сера Томаса Ґрея з Гітона, старшого брата Джона Ґрея, 1-го графа Танкервіля (див. Граф Танкервіль, створення 1418 року), і п'ятим у колі сера Едварда Ґрея, з Говіка, дядько Вільяма Ґрея, 1-го барона Ґрея з Варка. У 1720 році він одружився з Ганною, дочкою Томаса Вуда з Фаллодона поблизу Алнвіка в Нортамберленді. Від нього баронетство Ґреів успадкував його старший син, другий баронет. Він представляв Нортамберленд у Палаті громад. Він помер неодруженим, і його спадкоємцем став його племінник, другий граф Ґрей. Про подальшу історію баронетства див. вище.
Декілька інших представників цієї гілки сімейства Ґреїв стали відомими. Джордж Ґрей (1767—1828), другий син першого графа Ґрея, отримав титул баронета Фаллодона в графстві Нортамберленд у 1814 році (див. баронети Ґрей), він був батьком сера Джорджа Ґрея, 2-го баронета та прадідом Едварда Ґрея, 1-го віконта Ґрея з Фаллодона . Преосвященніший прп. Едвард Ґрей (1782—1837), п'ятий син першого графа, був єпископом Герфорда з 1832 по 1837 рік. Його четвертий син сер Вільям Ґрей (1818—1878) обіймав посаду губернатора Бенгалії з 1866 по 1871 рік і губернатора Ямайки з 1874 по 1877 роки. Його донька Сибіл Френсіс Ґрей (пом. 1945) була матір'ю прем'єр-міністра Ентоні Ідена, 1-го графа Ейвона. Сер Пол Френсіс Ґрей, посол Великої Британії в Чехословаччині з 1957 по 1960 рр. і в Швейцарії з 1960 по 1964 рр., був онуком Френсіса Дугласа Ґрея, сина від другого шлюбу преосвященного преподобного Едварда Ґрея, єпископ Герефордський. Вищезгаданий Чарлз Ґрей, третій син другого графа, був генералом армії. Вищезгаданий Джордж Ґрей (1809—1891), четвертий син другого графа, був адміралом Королівського флоту.
Сімейними маєтками були Говік-Гол і Фаллодон-Гол у Нортамберленді. Традиційним місцем поховання графів Ґреїв є церква Святого Михаїла і всіх ангелів у Говіку.

## Спадщина

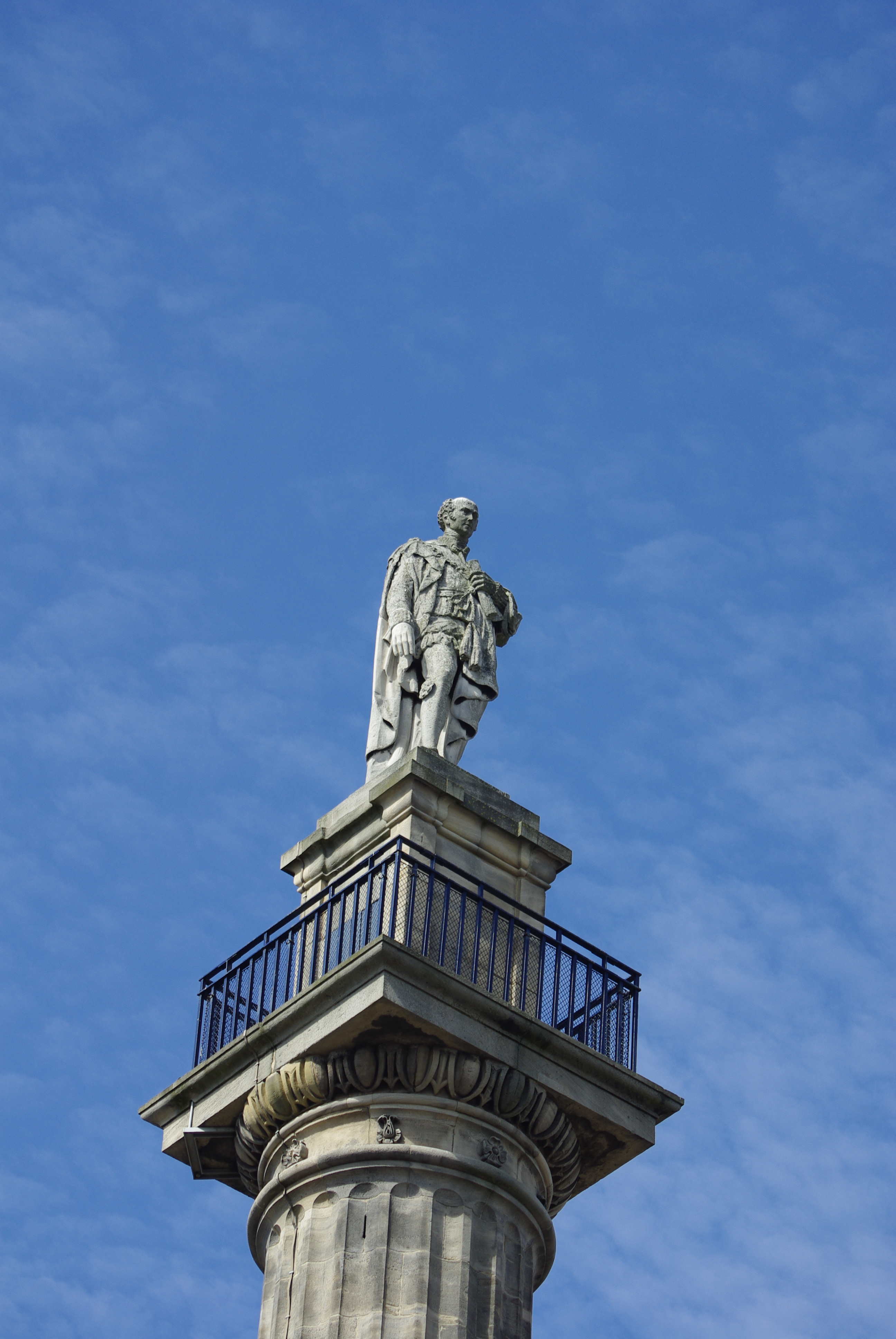
Пам'ятник Ґрею в Ньюкаслі

Чай Ерл Ґрей названий на честь другого графа Ґрея
Кубок Ґрея, чемпіонський трофей Канадської футбольної ліги, названий на честь 4-го графа в 1909 році; на той час лорд Ґрей обіймав посаду генерал-губернатора Канади.
Колона, увінчана статуєю Чарлза Ґрея, 2-го графа Ґрея (місцевими жителями іменується Пам'ятником Ґрею), займає визначне місце в місті Ньюкасл-апон-Тайн .
Графство Ґрей в Онтаріо, Канада, назване на честь 2-го графа Ґрея.
Ґейтсгедський скрипаль Джеймс Гілл (нар. 1811 і 1856) склав мелодію «Ерл Ґрей» у шотландському стилі Стратспей, можливо, на честь відкриття пам'ятника Ґрею в 1838 році. Він досі залишається частиною традиційного музичного репертуару Шотландії та Нортамберленда.
Вулиця Ерл Ґрей в Единбурзі була названа на честь 2-го баронета після його візиту до міста в 1834 році.

## Власники титулу

### Баронети Ґрей з Говіка (1746)
| Створений королем Великої Британії Георгом II | Створений королем Великої Британії Георгом II | Створений королем Великої Британії Георгом II | Створений королем Великої Британії Георгом II | Створений королем Великої Британії Георгом II                  | Створений королем Великої Британії Георгом II |
| #                                             | Ім'я                                          | Крапка                                        | подружжя                                      | Примітки                                                       | Інші назви                                    |
| --------------------------------------------- | --------------------------------------------- | --------------------------------------------- | --------------------------------------------- | -------------------------------------------------------------- | --------------------------------------------- |
| 1                                             | Сер Генрі Ґрей, 1-й баронет (1691—1749)       | 1746–1749 рр                                  |                                               |                                                                |                                               |
| 2                                             | Сер Генрі Ґрей, 2-й баронет (1722—1808)       | 1749–1808                                     |                                               |                                                                |                                               |
| 3                                             | Сер Чарлз Ґрей, 3-й баронет (1764—1845)       | 1808–1845                                     | Мері Ґрей, Леді Ґрей                          | як 2-й граф Ґрей, змінив свого дядька на посаді 3-го баронета. |                                               |

### Графи Ґрей (1806)
| Створений королем Великобританії Георгом III | Створений королем Великобританії Георгом III                | Створений королем Великобританії Георгом III | Створений королем Великобританії Георгом III                                               | Створений королем Великобританії Георгом III                                | Створений королем Великобританії Георгом III |
| #                                            | Ім'я                                                        | Крапка                                       | подружжя                                                                                   | Примітки                                                                    | Інші назви                                   |
| -------------------------------------------- | ----------------------------------------------------------- | -------------------------------------------- | ------------------------------------------------------------------------------------------ | --------------------------------------------------------------------------- | -------------------------------------------- |
| 1                                            | Чарлз Ґрей, 1-й граф Ґрей KB, ПК (1729—1807)                | 1806–1807 рр                                 | Елізабет Ґрей, графиня Ґрей                                                                |                                                                             | Барон Ґрей (1801) Віконт Говік (1806)        |
| 2                                            | Чарлз Ґрей, 2-й граф Ґрей KG, ПК (1764—1845)                | 1807–1845                                    | Мері Ґрей, графиня Ґрей                                                                    | Прем'єр-міністр Великобританії з 1830 по 1834 рік                           | Віконт Говік Барон Ґрей Баронет              |
| 3                                            | Генрі Ґрей, 3-й граф Ґрей KG, GCMG, ПК (1802—1894)          | 1845–1894 рр                                 | Марія Коплі, графиня Ґрей                                                                  |                                                                             | Віконт Говік Барон Ґрей Баронет              |
| 4                                            | Альберт Ґрей, 4-й граф Ґрей GCB, GCMG, GCVO, ПК (1851—1917) | 1894–1917 рр                                 | Еліс Голфорд, графиня Ґрей                                                                 | Генерал-губернатор Канади з 1904 по 1911; Кубок Ґрея названий на його честь | Віконт Говік Барон Ґрей Баронет              |
| 5                                            | Чарльз Ґрей, 5-й граф Ґрей DL (1879—1963)                   | 1917–1963 роки                               | Мейбл Палмер, графиня Ґрей, CBE                                                            |                                                                             | Віконт Говік Барон Ґрей Баронет              |
| 6                                            | Річард Ґрей, 6-й граф Ґрей (1939—2013)                      | 1963–2013 роки                               | Маргарет Енн Бредфорд, графиня Ґрей (1966—1974) Стефані Керолайн, графиня Ґрей (1974—2013) |                                                                             | Віконт Говік Барон Ґрей Баронет              |
| 7                                            | Філіп Кент Ґрей, 7-й граф Ґрей (1940 р.н.)                  | 2013–дотепер                                 | Енн Кетрін Епплгейт, графиня Ґрей                                                          | [ 8 ]                                                                       | Віконт Говік Барон Ґрей Баронет              |

Спадкоємцем є син нинішнього власника, Олександр Едвард Ґрей, віконт Говік (нар. 1968).

### Генеалогічне дерево/спадкоємство[9][10]
- Charles Grey, 1st Earl Grey (1729—1807)
  -  Charles Grey, 2nd Earl Grey (1764—1845)
    -  Henry Grey, 3rd Earl Grey (1802—1894)
    - General Hon. Charles Grey (1804—1870)
      -  Albert Grey, 4th Earl Grey (1851—1917)
        -  Charles Grey, 5th Earl Grey (1879—1963)

    - Admiral Hon. George Grey (1809—1891)
      - Francis William Grey (1860—1939)
        - George Archibald Grey (1886—1952)
          - Albert Harry Grey (1912—1942)
            -  Richard Grey, 6th Earl Grey (1939—2013)
            -  Philip Kent Grey, 7th Earl Grey (born 1940)
              - (1) Alexander Edward Grey, Viscount Howick (born 1968)

          - Rodney York de Charmoy Grey (1921—2017)
            - (2) Christopher John Grey (born 1946)
            - (3) David York Grey (born 1947)
            - (4) Simon Alexander Grey (born 1958)
            - (5) Marcus Edward Grey (born 1960)

  - Sir George Grey, 1st Baronet (1767—1828)
    - Sir George Grey, 2nd Baronet (1799—1882)
      - George Henry Grey (1835—1874)
        -  Edward Grey, 1st Viscount Grey of Fallodon (1862—1933)

    - Charles Samuel Grey (1811—1860)
      - Harry George Grey (1852—1931)
        - Sir Charles George Grey, 4th Baronet (1880—1957)
        - Sir Harry Martin Grey, 5th Baronet (1882—1960)

      - Edward George Grey (1858—1935)
        - Sir Robin Edward Dysart Grey, 6th Baronet (1886—1974)
          - Edward Elton Grey (1920—1962)
            - (6) Sir Anthony Dysart Grey, 7th Baronet (born 1949)
              - (7) Thomas Jasper Grey (born 1998)